# يوم جيد لتكوني كلبا
يوم جيد لتكوني كلبا (بالكورية: 오늘도 사랑스럽개)؛ هو مسلسل تلفزيوني كوري جنوبي، من بطولة تشا إن وو، بارك جيو يونغ وإي هيون وو، مبني على الويتونز الذي يحمل نفس الاسم، عرض على قناة MBC من 11 اكتوبر الى 10 يناير 2024، بث كل يوم الاربعاء.

## القصة
يحكي قصة امرأة تتحول إلى كلب عندما يتم تقبليها، ورجل هو المفتاح الوحيد لحل هذه اللعنة، ولكنه يخاف من الكلاب.

## طاقم

### رئيسي
- تشا ان وو في دور جين سيو-وون[7]
- بارك جيو يونغ في دور هان هاي-نا[8]
- لي هيون وو في دور لي بو-جيوم[9]

### داعم
- يون هيون-سو في دور تشوي يول[10]
- لي سيول ايل في دور يون تشاي-اه[11]
- سونغ يونغ-اه في دور سونغ يي[12]
- كيم يي كيونغ في دور مين جي-اه[13]
- ريو آبيل في دور هان يو-نا[14]
- جو اه-يونغ في دور سونغ دا-ايون[15]
- كيم مين سيوك في دور كانغ أون هوان

## التقييمات

### عبر الانترنت
وفقا لفيكي وهي خدمة عرض عالمية، فقد تصدر المسلسل في 93 دولة كأكثر البرامج مشاهدة.
| Ep.   | تاريخ البث     | تقييمات (نيلسن كوريا) |
| Ep.   | تاريخ البث     | علي الصعيد الوطني     |
| ----- | -------------- | --------------------- |
| 1     | 11 أكتوبر 2023 | 2.2%                  |
| 2     | 11 أكتوبر 2023 | 2.8%                  |
| 3     | 19 أكتوبر 2023 | 1.9%                  |
| 4     | 1 نوفمبر 2023  | 1.7%                  |
| 5     | 15 نوفمبر 2023 | 1.7%                  |
| 6     | 15 نوفمبر 2023 | 2.2%                  |
| 7     | 22 نوفمبر 2023 | 2.2%                  |
| 8     | 29 نوفمبر 2023 | 1.9%                  |
| 9     | 6 ديسمبر 2023  | 1.8%                  |
| 10    | 13 ديسمبر 2023 | 1.9%                  |
| 11    | 20 ديسمبر 2023 | 1.5%                  |
| 12    | 27 ديسمبر 2023 | 1.8%                  |
| 13    | 3 يناير 2024   | 1.5%                  |
| 14    | 10 يناير 2024  | 1.5%                  |
| متوسط |                |                       |

## الإنتاج

### صناعة
المسلسل من تخطيط شركة الإنتاج جروب 8 ، في 3 يناير 2023 ، أعلنت شركة الإنتاج والترفية فانتاجيو انها قد وقعت عقدا مع جروب 8 للإنتاج المشترك بقيمة 5 مليار وون لمسلسل "يوم جيد لتكوني كلبا". في اغسطس 2023 ، استحوذت هيئة البث العام ام بي سي على المسلسل وتم تنظيم المسلسل للعرض لايام الأربعاء. استثمرت آي أند إي كوريا في المسلسل، سيعرض على قناتها لايف تايم بتزامن مع ام بي سي في كوريا.

### تصوير
بدأ التصوير في أكتوبر 2022 ، وانتهى في ابريل عام 2023.

## روابط خارجية
- الموقع الرسمي
 (بالكورية)
- يوم جيد لتكوني كلبا على موقع IMDb (الإنجليزية)
- يوم جيد لتكوني كلبا على موقع قاعدة بيانات الفيلم (الإنجليزية)
- يوم جيد لتكوني كلبا على هانسينما